# 天埜良吉
天埜 良吉（あまの りょうきち、1904年（明治37年）7月8日 - 1972年（昭和47年）1月11日）は、日本の土木技術者、内務技官、運輸技官、政治家。運輸省港湾局長、参議院議員。

## 経歴
愛知県出身。1929年（昭和4年）東京帝国大学工学部土木工学科を卒業した。内務省土木局に入り、横浜土木出張所勤務、青森港修築事務所長、仙台土木出張所工務部長などを務めた。1943年（昭和18年）運輸通信省の新設に伴い同省に移った。
1945年（昭和20年）運輸省設置により同省に移り、港湾局計画課長、第三港湾建設局長を歴任し、1955年（昭和30年）に港湾局長に就任し、全国の港湾整備を担い、1958年（昭和33年）に退官した。
1959年（昭和34年）6月、第5回参議院議員通常選挙に全国区から自由民主党所属で立候補して当選し、参議院議員を1期務めた。この間、第2次池田内閣・第3次池田内閣の法務政務次官、運輸政策審議会委員などを務めた。1965年の第7回参議院議員通常選挙は落選する。
その他、日本港湾協会理事長、港湾荷役機械化協会顧問、海上保安協会顧問、日本倉庫協会顧問、日本大学講師などを務めた。また、国際港湾協会の創設に加わり、港湾を通しての日ソ親善に努めた。
1972年（昭和47年）1月11日、死去した。67歳没。同月13日、特旨を以て位四級を追陞され、死没日付をもって従五位勲六等から従三位勲二等に叙され、瑞宝章を追贈された。

## 受賞
- 交通文化賞（1971年）[1]
- 勲二等瑞宝章（1972年）
- 従三位（1972年）

## 著作
- 『最新岸壁の設計法』技報堂、1959年。